# Thümmlitzwald
Der Thümmlitzwald ist eine Waldfläche auf dem Gebiet der Stadt Grimma im sächsischen Landkreis Leipzig. Er zählt zu den sächsischen Landschaftsschutzgebieten. Zwei Drittel gehören dem Staatsforst, ein Drittel ist Privatwald.

## Geographie
Das 1500 Hektar große Waldstück südöstlich der Stadt Grimma ist umgeben von Ackerflächen. Im Norden liegen die Orte Schkortitz, Naundorf, Keiselwitz und Leipnitz, im Osten die Orte Böhlen und Seidewitz, im Süden grenzen die Orte Tanndorf, Maaschwitz und Erlln an den Forst und im Westen die Orte Kössern, Amalienburg und Förstgen.
Im Süden wird der Wald von der Freiberger Mulde und im Westen von der Mulde umflossen. Südwestlich des Waldstücks treffen die Zwickauer Mulde und die Freiberger Mulde bei Sermuth aufeinander. Zahlreiche kleinerer Flüsse entspringen im Thümmlitzwald und fließen in die Mulde oder in kleinere Seen. Die meisten der Bäche tragen keine eigenen Namen. Lediglich der Grenzbach, der Teichbach, Schwarzer Teichbach, Heidelbeerbach, Schmelzbach, Thümmlitzbach und Schelbitzbach im Westen sowie der Mühlbach im Norden haben eigenen Namen erhalten. Im Waldgebiet liegen zahlreiche kleinere Seen sowie drei größere Seen, der Thümmlitzsee, die Schmelzteiche und ein namenloser See.
Die Kössener Straße durchquert den Wald von Westen nach Osten, die Straße Zur Grube verläuft im rechten Winkel dazu von Norden nach Süden.

## Geschichte
Der Thümmlitzwald ist Sachsens ältester Forstwald und von der Holzwirtschaft geprägt. Der Forstwissenschaftler Johann Heinrich Cotta plante in der ersten Hälfte des 19. Jahrhunderts den Wald neu. Seit 1820 wurde der Thümmlitzwald vermessen und mittels Flügeln und Schneisen in Rechtecke gegliedert. Zu Zeiten des Hauses Wettin fand in der Waldesmitte, auf dem sogenannten „Wettinplatz“ bei Hofjagden das Jagdfrühstück statt. 1889 wurde hier anlässlich der 800-Jahr-Feier ein Gedenkstein mit den Initialen der 'Wettiner' aufgestellt und bis 1919 von hier aus Jagden veranstaltet. Der Platz wurde wieder neu errichtet und dient heute der Erholung und zum Verweilen in der Natur.
Zwischen 1820 und 1958 wurde im nördlichen Teil des Thümmlitzwaldes mit Unterbrechung von 1894 bis 1901 Braunkohle gefördert, dabei bis 1894 nur im Tagebau. In den Jahren 1923 bis 1958 wurden durchgehend Briketts erzeugt. Am nordwestlichen Waldrand fand von 1845 bis 1875 von Keiselwitz aus Kohlenabbau statt. Im südlichen Teil des Thümmlitzwalds erfolgte der Braunkohlenabbau bei Seidewitz von 1873 bis 1922 und von 1947 bis 1956. Heute befindet sich in der ehemaligen Grundschule Leipnitz eine Ausstellung über das Königlich-Sächsische Braunkohlewerk im Thümmlitzwald.
Sturmtief Friederike wütete Ende Januar 2018 im Thümmlitzwald und hinterließ verheerende Schäden am Baumbestand. Allein im privaten Waldbereich wurden 90 Prozent des Fichtenbestandes beschädigt, es fielen 12.000 Festmeter Holz; die Schäden im Staatsforst konnten nicht beziffert werden.
Am 8. August 2018 zerstörte ein Brand rund 500 Quadratmeter Wald. Die Brandursache ist bis heute ungeklärt.

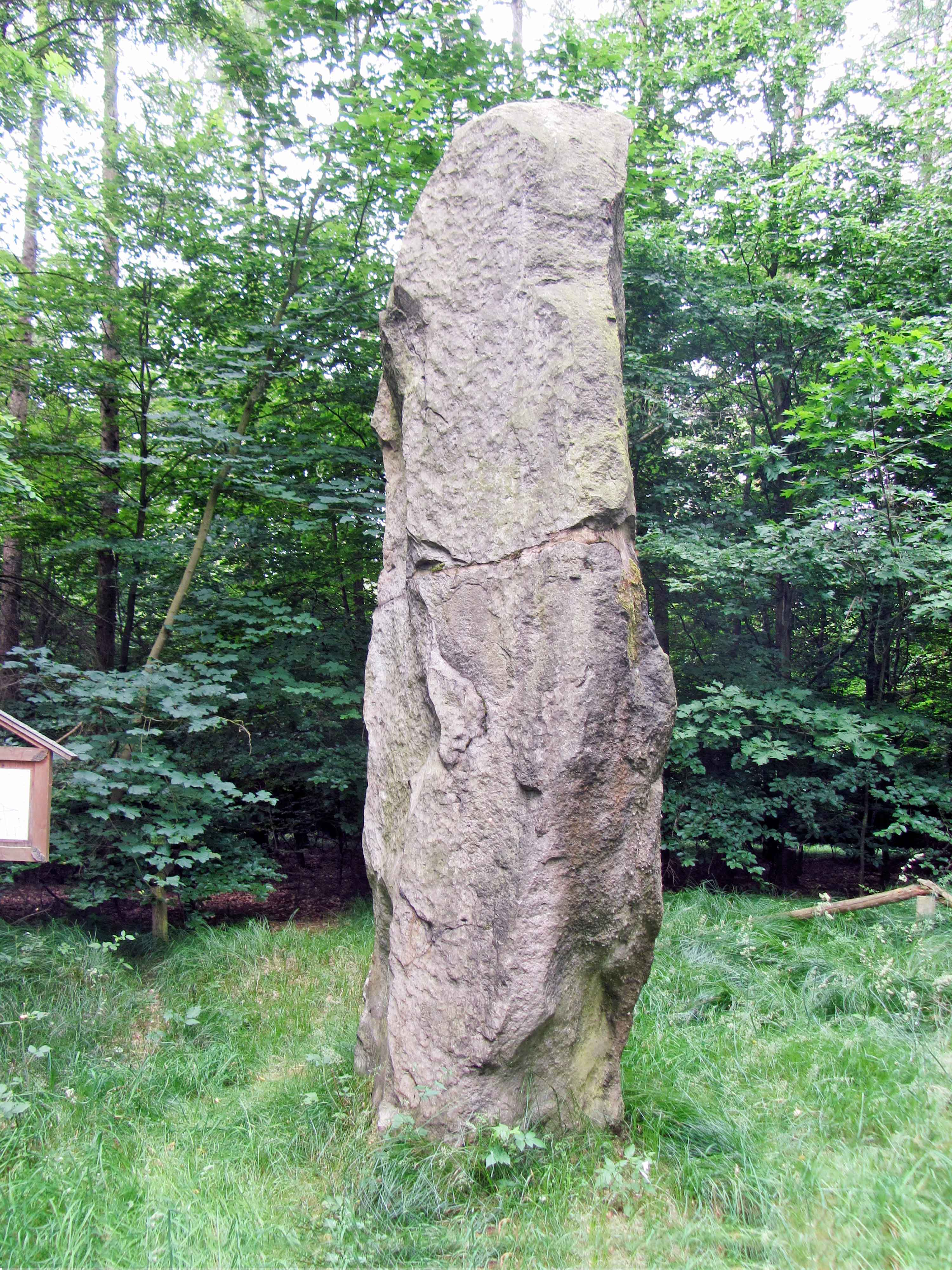
Menhir II im Thümmlitzwald

## Sehenswürdigkeiten
Der Thümmlitzwald ist für seine zahlreichen Naturdenkmäler bekannt. Diese umfassen u. a. zwei Hinkelsteine oder Menhire. Menhir II, der nahe der höchsten Erhebung des Thümmlitzwaldes steht, ist mit 5 m Höhe der höchste Menhir Sachsens und einer der höchsten in Deutschland. Ganz in der Nähe davon befinden sich der sogenannte „Teufelsstein“, eine natürliche Steinplatte. Im Süden des Waldes steht ein zweiter Menhir und ganz in der Nähe davon befinden bronzezeitliche Hügelgräber. Weitere besondere Orte sind das Beatenkreuz, der Naumannstein, ein Mühlstein, der Lochstein, der Försterstein und ein Schriftstein sowie einige mitunter versteckt stehende Hutungs- und Grenzsteine. Die Papstmühle ist eine von fünf ehemaligen Wassermühlen im ehemaligen Mühltal. Am rund 3 Hektar großen Thümmlitzsee befindet sich ein Campingplatz. Im Wald befindet sich zudem eine Waldkapelle unweit des Wettinplatzes auf der Kuppe des Großen Häuserberg, welche mitunter auch heute noch für Freiluft-Gottesdienste genutzt wird.

## Natur
Der Boden zählt zu den Regosolen. Der Thümmlitzwald ist ein Mischwald mit Fichten-, Birken- und größeren Buchenwaldanteilen. In mittlerer Wuchshöhe kommt u. a. Gemeiner Augentrost häufig vor. An Tieren ist besonders der Kammmolch und der Biber zu erwähnen. Im Thümmlitz entspringen auch zahlreiche kleine Quellen, so der Johannisborn und der Becherborn.

Steine im Thümmlitzwald
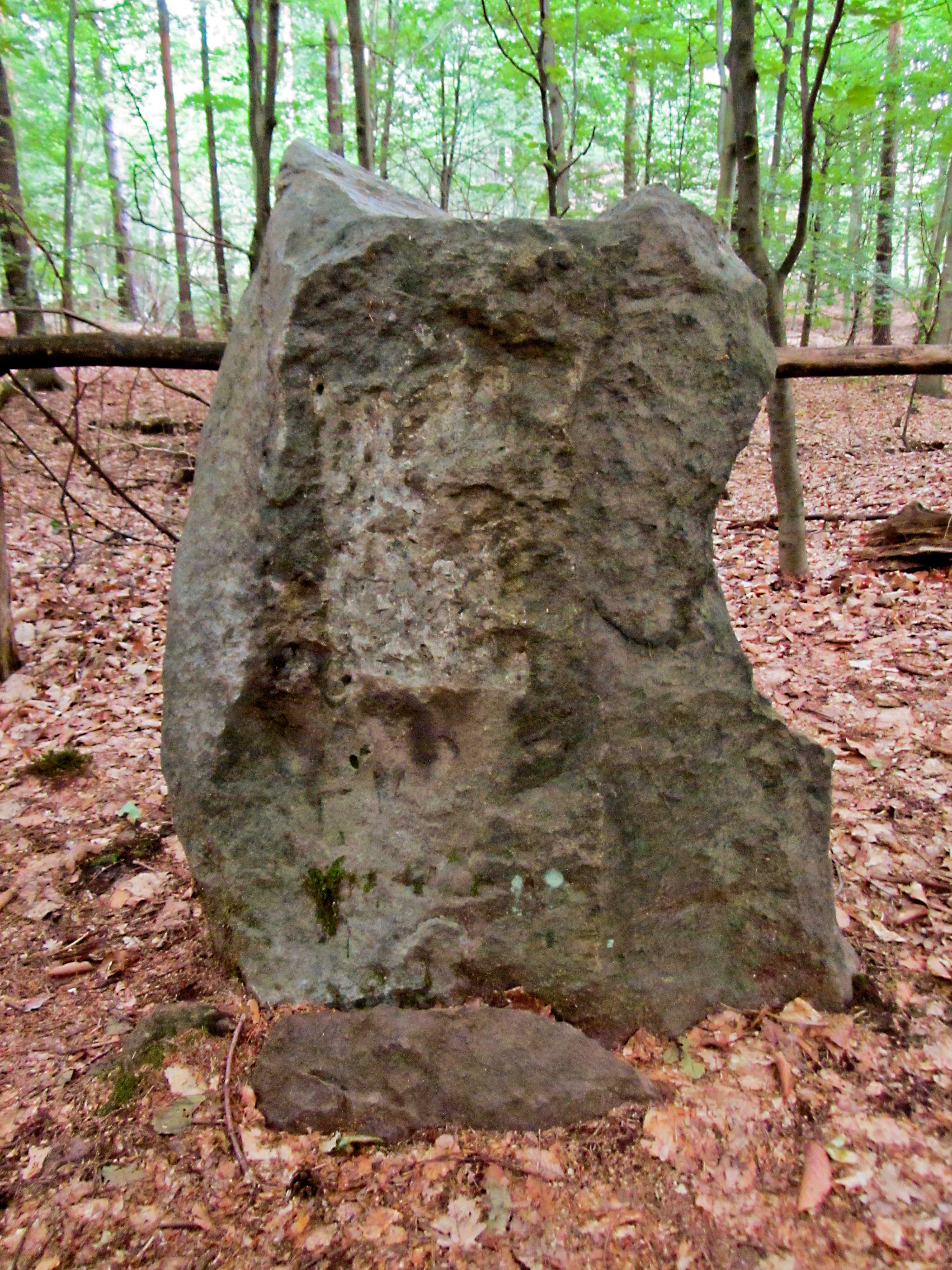
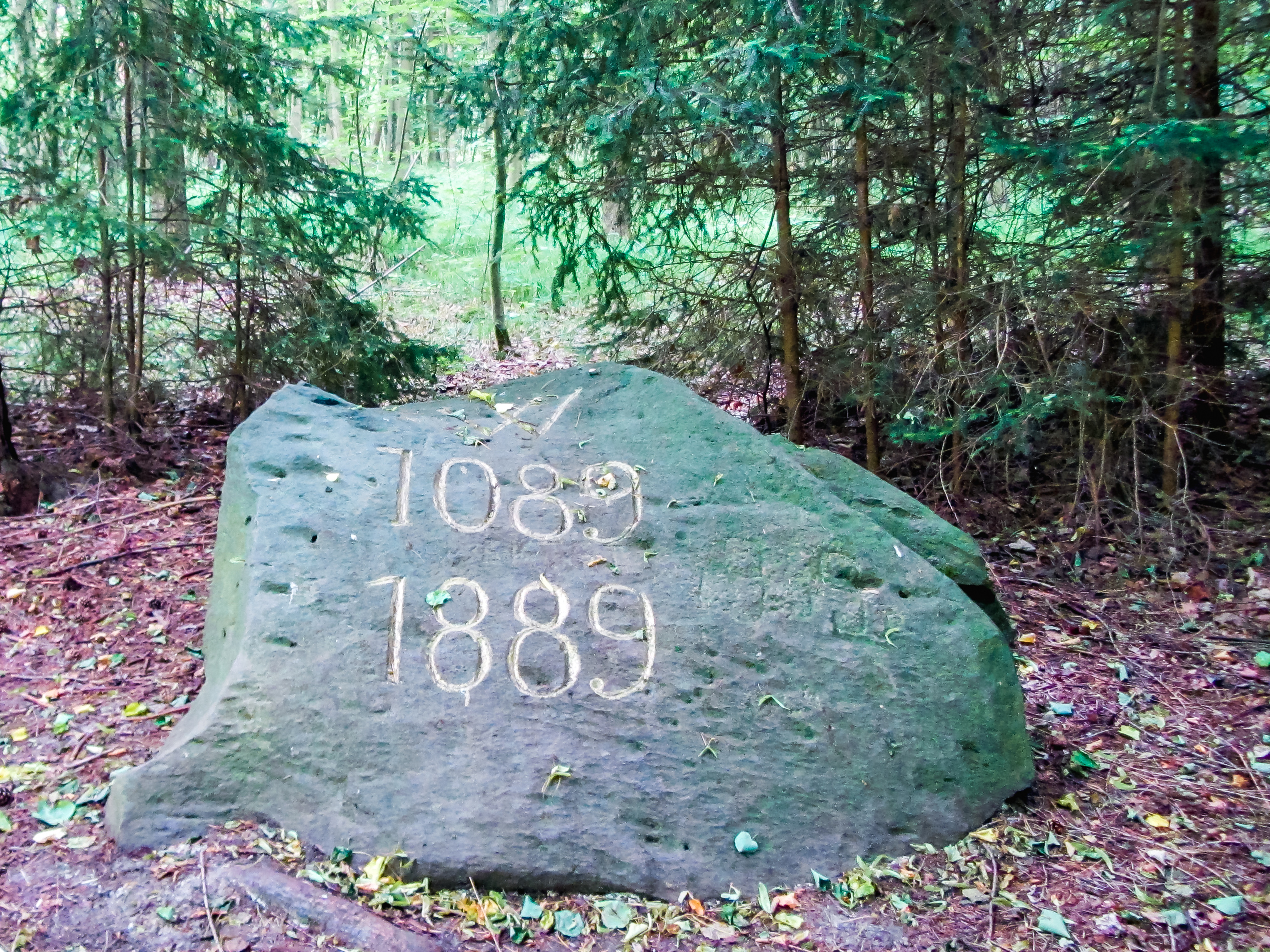
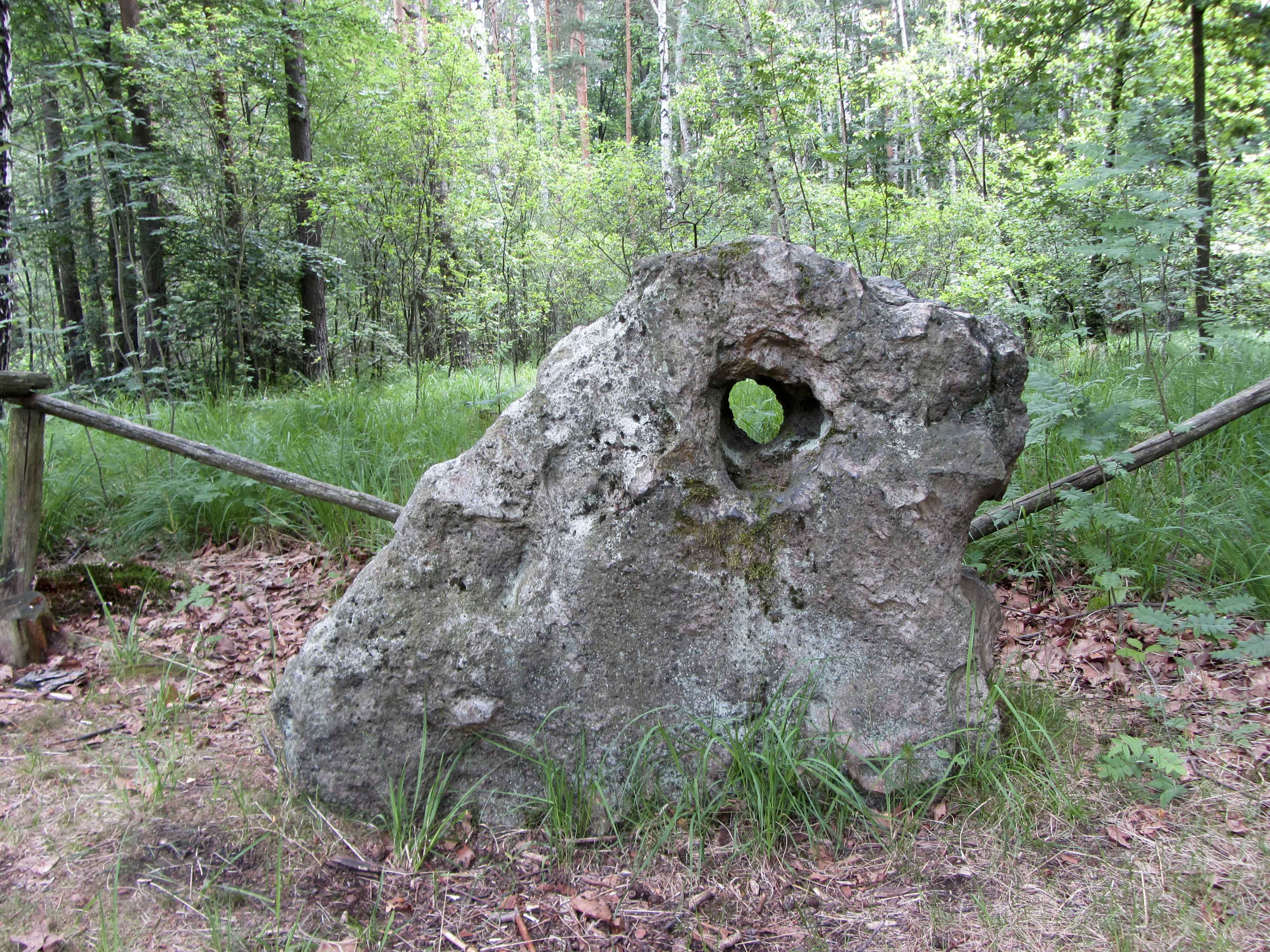
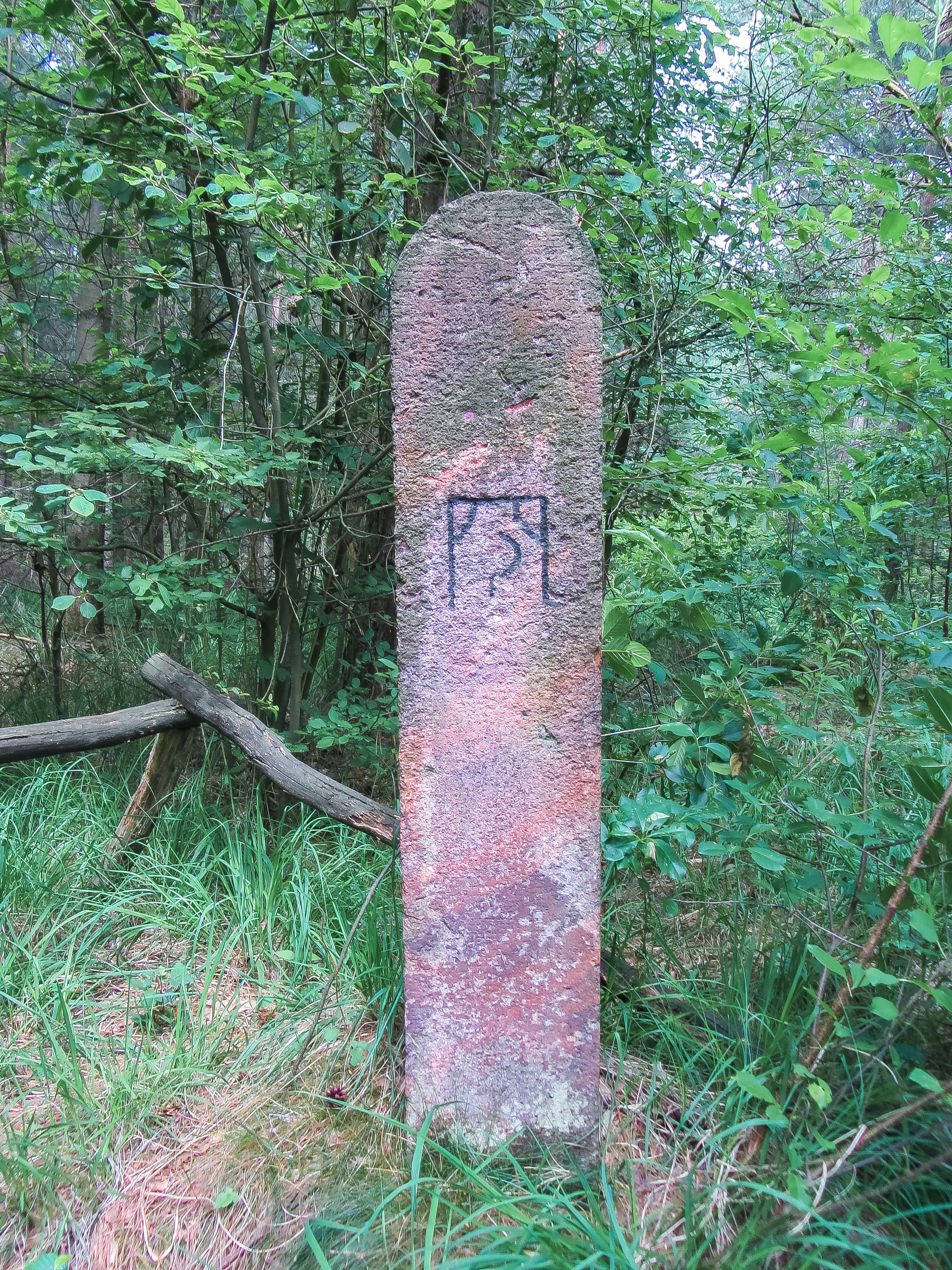
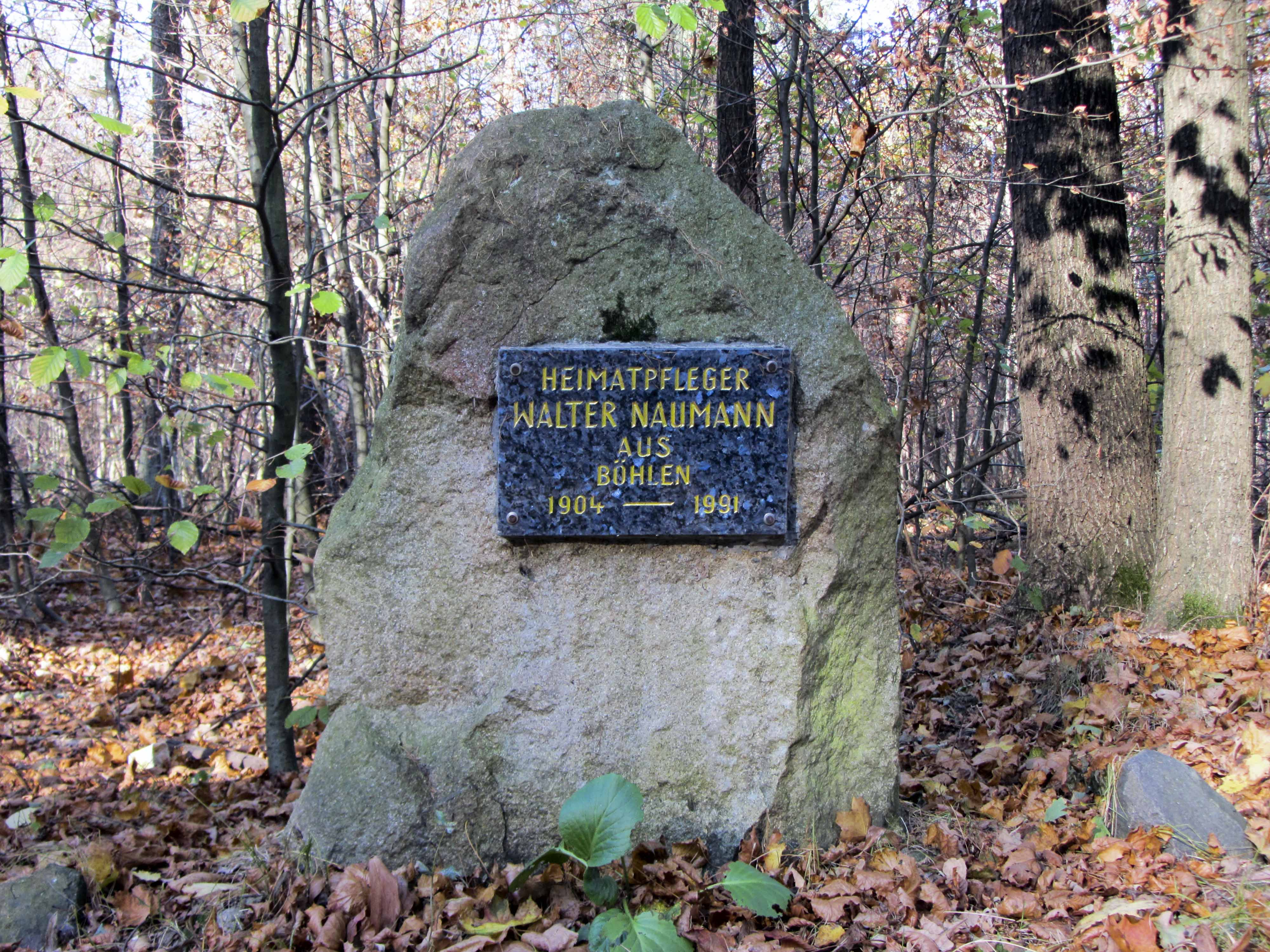
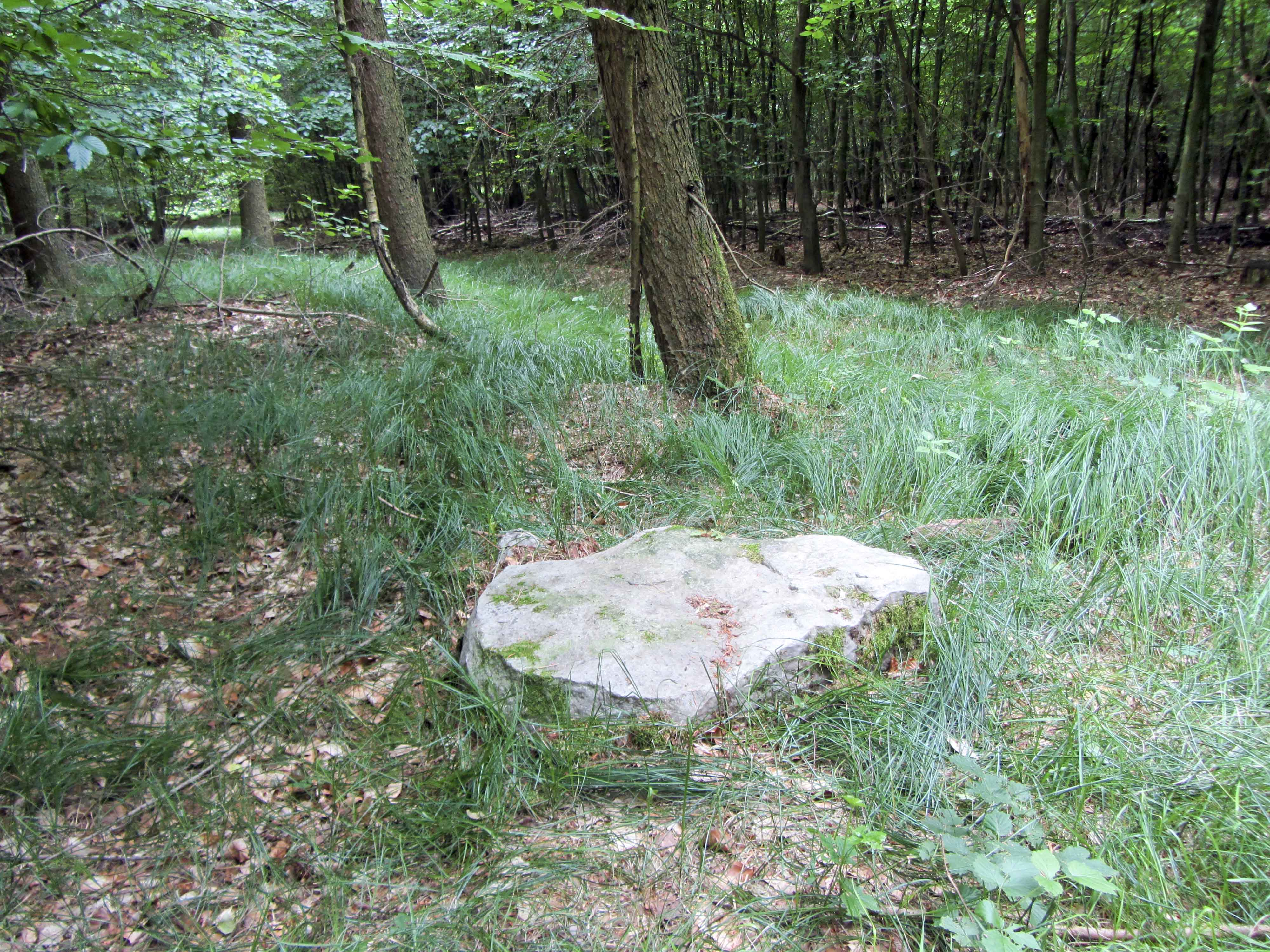
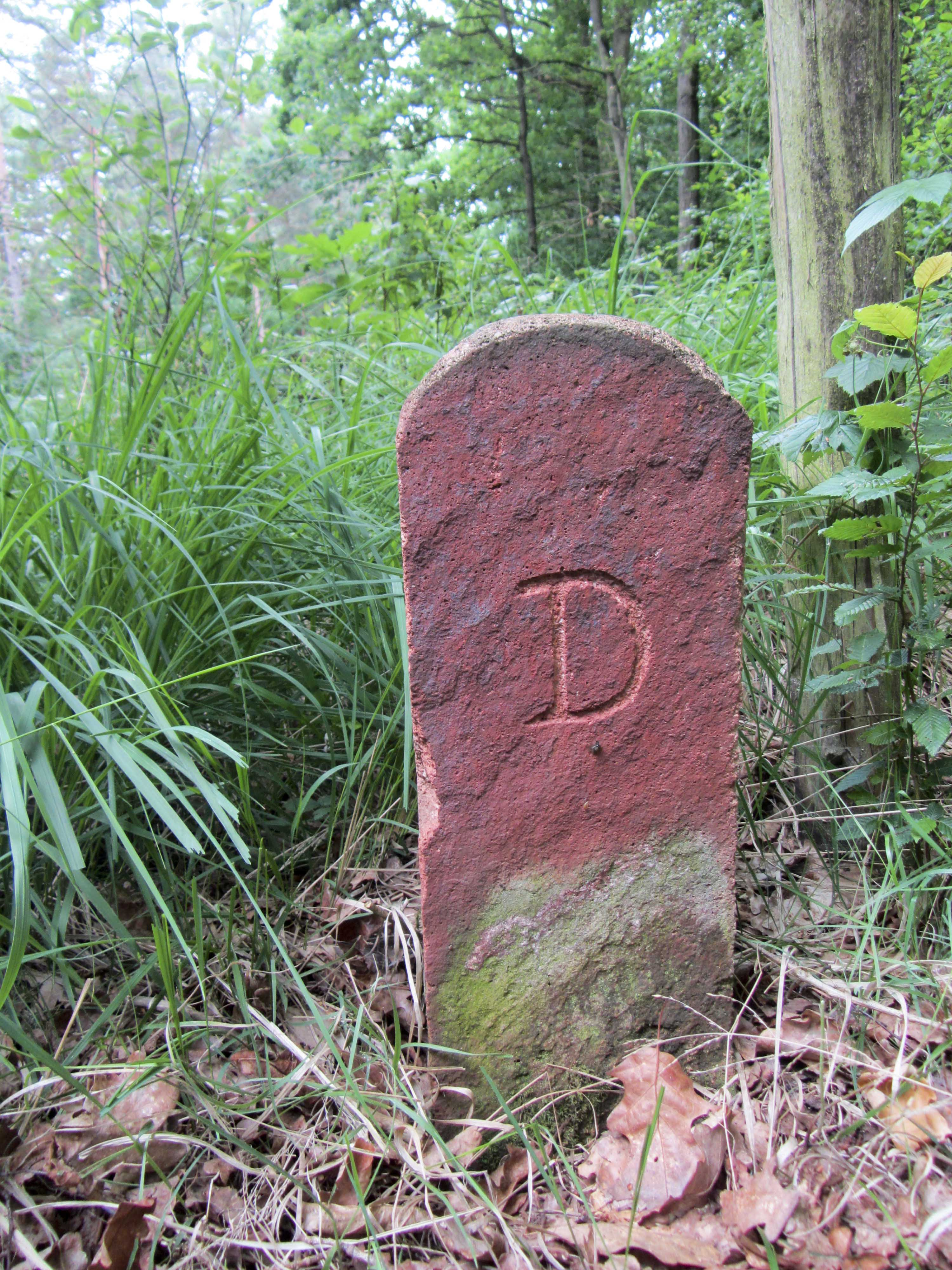